# Teresa Czerwińska

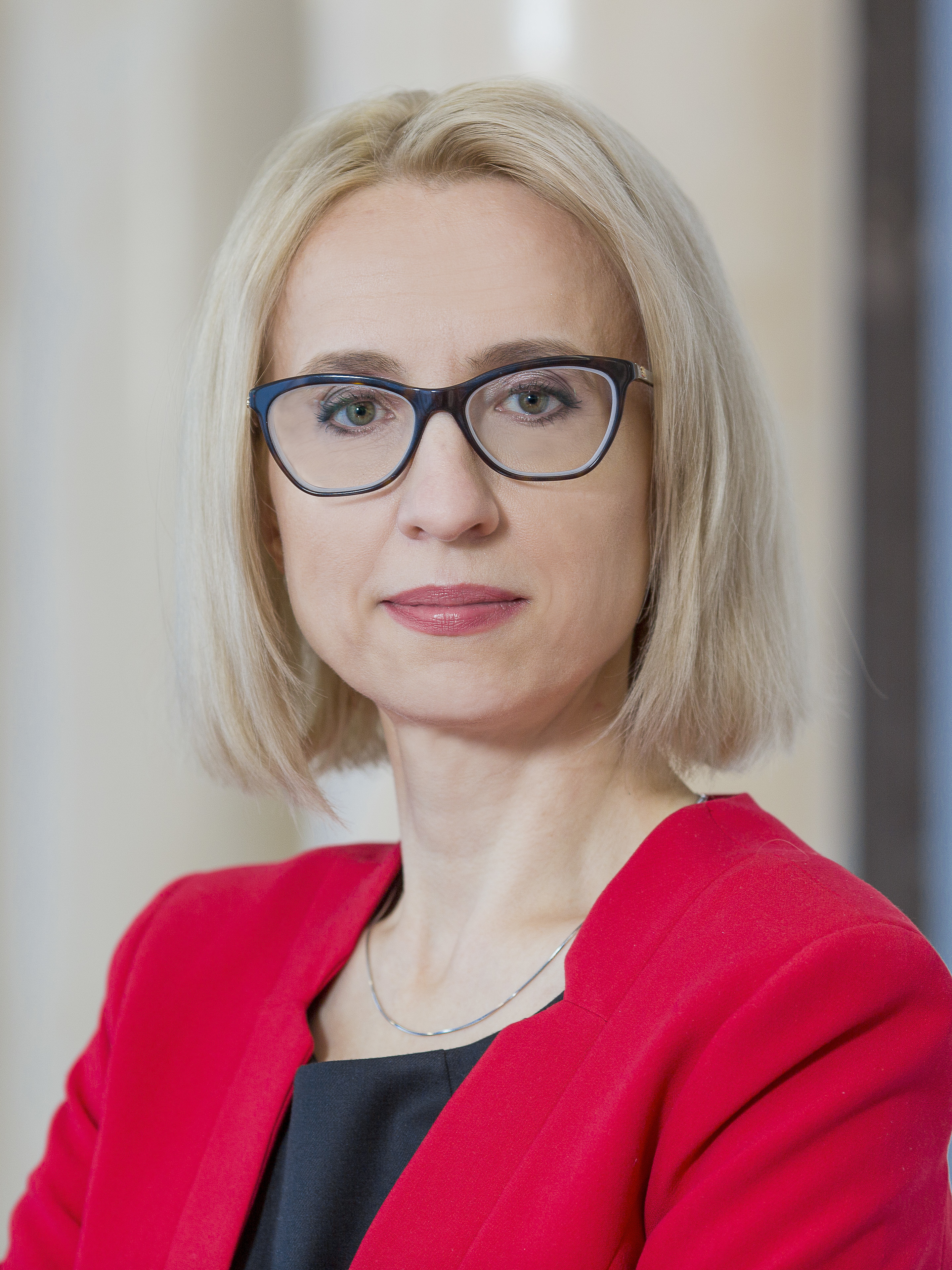
Teresa Czerwińska (2017)

Teresa Tatiana Czerwińska (geborene Tumanovska; * 7. September 1974 in Daugavpils) ist eine polnische Wirtschaftswissenschaftlerin. Von Januar 2018 bis Juni 2019 leitete sie das Finanzministerium im Kabinett Morawiecki.

## Leben
Als Tochter von polnischen Eltern (Bogusław und Ludmiła) wurde sie in der Lettischen SSR geboren. Sie studierte an der Universität Danzig an den Fakultäten für Sozialwissenschaften und für Management. Dort legte sie im Jahr 2000 auch ihre Doktorarbeit ab, mit dem Titel Działalność lokacyjna towarzystw ubezpieczeniowych na rynku kapitałowym w Polsce (Die Tätigkeit von Investment-Versicherungsgesellschaften auf dem polnischen Kapitalmarkt). Ihre Habilitationsschrift, ebenfalls dort im Jahr 2009, trug den Titel Polityka inwestycyjna instytucji ubezpieczeniowych – istota, uwarunkowania, instrumenty (Die Anlagepolitik von Versicherungsinstitutionen – Wesen, Bedingungen, Instrumente).
In der Folge war sie als außerordentliche Professorin auf dem Lehrstuhl für Investitionen und Immobilien der Fakultät für Management der Universität Danzig tätig. Im Jahr 2011 wechselte sie als außerordentliche Professorin an den Lehrstuhl für Finanzwirtschaftssysteme der Fakultät für Management der Universität Warschau. Von 2015 bis 2018 war sie auch Sekretärin beim Komitee für Finanzwissenschaften an der Polnischen Akademie der Wissenschaften.
Von Dezember 2015 bis Juni 2017 war sie Unterstaatssekretärin im Ministerium für Wissenschaft und Hochschulbildung. Anschließend wechselte sie in derselben Funktion an das Finanzministerium. Im Januar 2018 wurde sie Finanzministerin im Kabinett Morawiecki. Im Juni 2019 wechselte sie in den Vorstand der Narodowy Bank Polski. Im März 2020 wurde sie eine der Vizepräsidentinnen der Europäischen Investitionsbank.

## Privates
Sie ist verheiratet und hat eine Tochter.